# العلاقات البيروية الموزمبيقية
العلاقات البيروفية الموزمبيقية هي العلاقات الثنائية التي تجمع بين بيرو وموزمبيق.

## مقارنة بين البلدين
هذه مقارنة عامة ومرجعية للدولتين:
| وجه المقارنة                                              | بيرو                                   | موزمبيق          |
| --------------------------------------------------------- | -------------------------------------- | ---------------- |
| المساحة (كم2)                                             | 1.29 مليون                             | 801.59 ألف       |
| عدد السكان (نسمة)                                         | 32.16 مليون                            | 29.67 مليون      |
| الكثافة السكانية (ن./كم²)                                 | 24.93                                  | 37.01            |
| العاصمة                                                   | ليما                                   | مابوتو           |
| اللغة الرسمية                                             | اللغة الإسبانية، اللغة الأيمرية، كتشوا | اللغة البرتغالية |
| العملة                                                    | سول بيروفي جديد                        | متكال موزمبيقي   |
| الناتج المحلي الإجمالي (بليون دولار)                      | 211.39 مليار                           | 12.33 مليار      |
| الناتج المحلي الإجمالي (تعادل القوة الشرائية) بليون دولار | 393.13 مليار                           | 33.35 مليار      |
| الناتج المحلي الإجمالي الاسمي للفرد دولار أمريكي          | 6.03 ألف                               | 529              |
| الناتج المحلي الإجمالي للفرد دولار أمريكي                 | 11.99 ألف                              | 1.13 ألف         |
| مؤشر التنمية البشرية                                      | 0.740                                  | 0.416            |
| رمز المكالمات الدولي                                      | +51                                    | +258             |
| رمز الإنترنت                                              | .pe                                    | .mz              |
| المنطقة الزمنية                                           | توقيت بيرو، 00                         | ت ع م+02:00      |

## منظمات دولية مشتركة
يشترك البلدان في عضوية مجموعة من المنظمات الدولية، منها:
| علم المنظمة | اسم المنظمة                               | تاريخ انضمام بيرو | تاريخ انضمام موزمبيق |
| ----------- | ----------------------------------------- | ----------------- | -------------------- |
|             | الاتحاد البريدي العالمي                   | ?                 | ?                    |
|             | مؤسسة التنمية الدولية                     | 30 أغسطس 1961     | 24 سبتمبر 1984       |
|             | منظمة حظر الأسلحة الكيميائية              | ?                 | ?                    |
|             | منظمة التجارة العالمية                    | ?                 | ?                    |
|             | الأمم المتحدة                             | 31 أكتوبر 1945    | 16 سبتمبر 1975       |
|             | وكالة ضمان الاستثمار متعدد الأطراف        | 2 ديسمبر 1991     | 23 نوفمبر 1994       |
|             | منظمة الشرطة الجنائية الدولية             | ?                 | ?                    |
|             | مؤسسة التمويل الدولية                     | 20 يوليو 1956     | 24 سبتمبر 1984       |
|             | المنظمة الهيدروغرافية الدولية             | ?                 | ?                    |
|             | الاتحاد الدولي للاتصالات                  | 12 يوليو 1915     | 4 نوفمبر 1975        |
|             | البنك الدولي للإنشاء والتعمير             | 31 ديسمبر 1945    | 24 سبتمبر 1984       |
|             | المركز الدولي لتسوية المنازعات الاستشارية | 8 سبتمبر 1993     | 7 يوليو 1995         |
|             | يونسكو                                    | 21 نوفمبر 1946    | 11 أكتوبر 1976       |

## وصلات خارجية
- موقع وزارة الخارجية الموزمبيقية